# Clytia macrocarpa
Clytia macrocarpa är en nässeldjursart som beskrevs av John Fraser 1938. Clytia macrocarpa ingår i släktet Clytia och familjen Campanulariidae. Inga underarter finns listade i Catalogue of Life.